# Thalassoma septemfasciatum
Thalassoma septemfasciatum là một loài cá biển thuộc chi Thalassoma trong họ Cá bàng chài. Loài này được mô tả lần đầu tiên vào năm 1959.

## Từ nguyên
Từ định danh của loài cá này, septemfasciatum, trong tiếng Latinh có nghĩa là "7 dải sọc" (septem: "số 7" + fasciatus: "có sọc"), hàm ý đề cập đến 7 dải sọc trên cơ thể của chúng.

## Phạm vi phân bố và môi trường sống
T. septemfasciatum có phạm vi phân bố nhỏ hẹp ở Đông Nam Ấn Độ Dương. Đây là một loài đặc hữu của Úc và chỉ được ghi nhận dọc theo bờ biển cận nhiệt đới Tây Úc, từ vịnh Shark trải dài đến thành phố Perth ở phía nam.
T. septemfasciatum sống gần các rạn san hô và trong các thảm cỏ biển ở vùng nước nông gần bờ.

## Mô tả
T. septemfasciatum trưởng thành có chiều dài tối đa là khoảng 31 cm. Cá đực có duy nhất một màu xanh lam xám bao phủ toàn bộ cơ thể, ngoại trừ vây ngực có màu vàng tươi nổi bật. Cá cái có thêm 7 dải sọc màu xanh lục sẫm ở hai bên thân; cá đực đôi khi cũng xuất hiện những dải sọc mờ. Vây ngực của cá cái cũng có màu vàng nhưng không sáng màu bằng cá đực.